# Podevčevo
Podevčevo falu Horvátországban Varasd megyében. Közigazgatásilag Novi Marofhoz tartozik.

## Fekvése
Varasdtól 12 km-re délre, községközpontjától 6 km-re északnyugatra a Bednja-folyó jobb partján, a Čevo-hegy lábánál fekszik.

## Története
1857-ben 342, 1910-ben 707 lakosa volt. 
A trianoni békeszerződésig Varasd vármegye Novi Marofi  járásához tartozott. 2001-ben a falunak 221 háza és 806 lakosa volt.

## Külső hivatkozások
- Novi Marof város hivatalos oldala Archiválva 2011. április 16-i dátummal a Wayback Machine-ben